# Кирил Тимофеев
Кирил Алексеевич Тимофеев (на руски: Кирилл Алексеевич Тимофеев) е доктор на филологическите науки, професор от Новосибирски държавен университет, специалист по теорията на руския синтаксис, словообразуването, древните езици и сравнително-историческата лингвистика.

## Биография
Кирил Тимофеев е роден в Батуми, Грузия, тогава част от Руска империя. Баща му е ветеринарен лекар. Завършва през 1937 г. Факултета по руски език на Тбилиския държавен университет, аспирантура в Московския държавен педагогичен институт през 1940 г., и докторантура в Института по руски език на АН СССР през 1952 г.).
Бил е доцент и ръководител на катедра по руски език на Благовещенския държавен педагогически институт (1940 – 1953), заместник-директор на Института по езикознание (1953 – 1956), а после професор във Факултета по руски език на Ленинградския държавен педагогически институт „Герцен“ и професор в катедра по руски език на Ленинградския държавен университет.
От 1962 до 1986 е ръководител на катедра „Общо езикознание“ в Новосибирския държавен университет, а после – професор на катедрата „Древни езици“.
Автор на повече от сто научни публикации.